# Joe Cheng
Joseph Cheng, conocido artísticamente como Joe Cheng chino tradicional: 郑 元 畅, chino simplificado: 郑 元 畅, pinyin: Zheng Yuanchang) nacido el 19 de junio de 1982. Es un modelo, actor y cantante taiwanés. 

## Biografía
Es buen amigo de las actrices Michelle Chen, Ariel Lin, y la cantante Rainie Yang.

## Carrera
Comenzó su carrera como modelo, Cheng es bien conocido por interpretar el personaje de Jiang Zhishu en la versión taiwanesa de serie dramática japonesa producida por el manga Itazura Na Kiss. 
Cheng ha ganado mucho reconocimiento como actor en la mayor parte del continente asiático, especialmente en su natal Taiwán, China continental, Hong Kong, Singapur, Filipinas y Japón.
Lanzó su prime debut de EP, interpretando un tema musical, en octubre de 2009. El título de EP, así como su pista bajo el título de su nombre artístico, Chang (畅) como homófono de la palabra "Sing" (唱) en chino.
En mayo del 2019 se anunció que se unió al elenco principal de la serie L.O.R.D. Critical World donde dará vida a Yin Chen, el duque de séptimo grado.

## Filmografía

### Series de televisión[2][3]
| Año  | Título en chino | Inglés                 | Personaje                              |
| ---- | --------------- | ---------------------- | -------------------------------------- |
| 2003 | 蔷薇之戀        | The Rose               | Han Kui (韓葵)                         |
| 2003 | 米迦勒之舞      | Dance With Michael     | Lu Xi Fu / Lucifer                     |
| 2004 | 愛情魔戒        | Magic Ring             | Du Jing Hang (杜競航)                  |
| 2005 | 撞球小子        | Nine-Ball              | Kuai Da                                |
| 2005 | 惡作劇之吻      | It Started With a Kiss | Jiang Zhi Shu (江直樹) [Irie Naoki]    |
| 2006 | 第一桶金        | Di Yi Tong Jin         | Ah Sheng                               |
| 2006 | 庚子風雲        | War and Destiny        | Chen Ran                               |
| 2007 | 熱情仲夏        | Summer x Summer        | Ouyang Lei (歐陽累)                    |
| 2007 | 惡作劇2吻       | They Kiss Again        | Jiang Zhi Shu (江直樹) [Irie Naoki]    |
| 2008 | 蜂蜜幸運草      | Honey and Clover       | Den Zhen Shan (鄧真山) [Mayama Takumi] |
| 2008 | 我的億萬麵包    | Love or Bread          | Cai Jing Lai (蔡進來) / Frank          |
| 2010 | 欢迎爱光临      | That Love Comes        | Xia Tian (夏天)                        |
| 2010 | 國民英雄        | Channel-X              | An Zai Yong (安在勇)                   |

### Programa de variedades
| Año              | Programa                         | Notas                  |
| ---------------- | -------------------------------- | ---------------------- |
| 2019             | Day Day Up                       | invitado               |
| 2019             | Keep Running (Hurry Up, Brother) | (#7.08) - invitado     |
| 2016, 2018, 2019 | Happy Camp                       | 5 episodios - invitado |

### Videos musicales
- 2003 - 葉子" (Leaf) - The Rose OST by Ah San (阿桑)
- Bu Chao Bu Nao (不吵不鬧)- Landy 溫嵐
- Ji Ta Shou (吉他手)- 陳綺貞
- Gift - Jacky Cheung
- Leaf/Ye Zi - A Sun
- E Zuo Ju (It Started With a Kiss OST) - Wang Lan Yin
- Bu Si Xin (Unwilling to Give Up) - Joe Cheng
- Sing a Song (Chang Yi Shou Ge) - Joe Cheng

### Revistas / sesiones fotográficas
| Año  | Título            | Notas                                     |
| ---- | ----------------- | ----------------------------------------- |
| 2019 | NeufMode Magazine | junto a Ying Er                           |
| 2019 | CosmoBride        | junto a Ying Er                           |
| 2019 | Men’s Uno China   |                                           |
| 2019 | CéCi China        | junto a Ying Er - (publicación de agosto) |
| 2019 | Bazaar Men China  |                                           |

## Discografía
| Información del Álbum                                                                                 | Lista de canciones |
| --- | --- |
| Sing a Song Chang Yi Shou Ge (暢一首歌) - Formato: Extended Play (EP) - Estreno: 2 de octubre de 2009 | 1. "不死心" (Unwilling to Give Up) 2. "王子復仇記" (Prince's Revenge Record) 3. "暢一首歌" (Chang Yi Shou Ge) 4. "彩色 Party" (Colorful Party) 5. "面包的滋味" (The Taste of Bread) 6. "My Song, Your Sun" |

## Obras
- Yuan Wei Chang Kuai《元味暢快》(2005)
- Always Smile 《籃球偶像事件簿》(2003)
- My Color My Style 《我型我色——鄭元暢配色寶典》(2003)